# Maggie Malone
Pour les articles homonymes, voir Malone.
Maggie Malone (née le 30 décembre 1993 à College Station au Texas) est une athlète américaine, spécialiste du lancer du javelot.

## Biographie
Titrée lors des sélections olympiques américaines 2016, elle participe aux Jeux olympiques mais ne franchit pas l'épreuve des qualifications.
Le 22 mai 2021 à Chula Vista, elle établit un nouveau record des États-Unis du lancer du javelot avec 66,82 m, améliorant de 15 cm l'ancienne meilleure marque détenue par sa compatriote Kara Winger. Elle remporte son deuxième titre national à l'occasion des sélections olympiques 2020, en juin 2021 à Eugene. Aux Jeux olympiques de Tokyo, elle réalise le deuxième meilleur lancer des qualifications avec 63,07 m.

## Palmarès
| Date | Compétition     | Lieu  | Résultat | Temps   |
| ---- | --------------- | ----- | -------- | ------- |
| 2020 | Jeux olympiques | Tokyo | 10e      | 59,82 m |

## Records
| Épreuve           | Temps        | Lieu             | Date            |
| ----------------- | ------------ | ---------------- | --------------- |
| Lancer du javelot | 67,40 m (NR) | East Stroudsburg | 17 juillet 2021 |